# Чартвел
Чартвел  је био дом Винстона Черчила. Черчил и његова жена Клементина су купили имање, које се налази у Кенту у Енглеској, 1922. године.
Када је Черчиловима 1946. постало јасно да не могу приуштити да управљају имањем, конзорцијум га је купио. Договорено је да ће Черчилови моћи да живе тамо све до њихових смрти, а након тога ће имање бити пребачено Националном фонду. Након Винстонове смрти 1965. године, Клементина је одмах предала Чартвел фонду.

## Историја
Овај објекат је изграђена још у 16. веку, када се имање звало Вел Стрит. Хенри VIII је наводно живео на овом имању док је заводио Ану Болен у оближњем Хивер замку. Оригинална кућа је била надограђена и модификована током 19. века. Постала је пример "Најгоре викторијаске архитектуре".
Имање је добило назив због бунара који се налазио северно од куће, "Чарт бунар" (енгл. Chart Well). Chart је староенглеска реч за грубу земљу. Највиша тачка имања се налази на 198 метара изнад нивоа мора, што пружа одличан поглед на Кент. Поглед је био један од разлога због ког су Черчилови купили имање 1922.

## Реновирања
Черчил је запослио архитекту Филипа Тилдена да модернизује и прошири кућу. Тилден је радио између 1922. и 1924. године, поједностављајући и модернизујући је. Он је радио у благом народном стилу градитељства, слично као и Едвин Латјенс. Тилденов рад је потпуно трансформисао кућу.
Слично многим раним реновирањима старих имања у 20. веку, врту иза куће је посвећено доста пажње. Черчилови су помоћу низа брана направили водене вртове, где су хранили рибе. Врт је Черчилу пружао бројне инспирације за његове слике.
Године 1938, Черчил је из финансијских разлога био принуђен да стави Чартвел на продају. У то време се кућа рекламирала да садржи 5 пријемних соба, 19 двокреветних соба и свлачионица, 8 купатила, на имању од 80 хектара, са три викендице и базеном.
Током Другог светског рата, у кући углавном није нико живео. Налазећи се на изложеном положају близу Енглеског канала, кућа није била безбедна због ваздушних и немачких командо рација. Током рата, Черчилови су живели у Оксфордширу и Бакингемширу.

## Очување
Кућа је очувана, и изгледа исто како би изгледала када је у њој живео Винстон. Собе су пажљиво украшене успоменама и поклонима, оригиналним намештајем и књигама, као и признањима и медаљама које је Черчил добио.
Имање је тренутно под управом Националног фонда. Чартвел је купљен од стране Черчилових пријатеља 1946. године.  Кућа је претворена у музеј и отворена је за јавност. Отворена је 1966. године, годину дана након Винстонове смрти.